# Mistrovství světa v atletice 1993

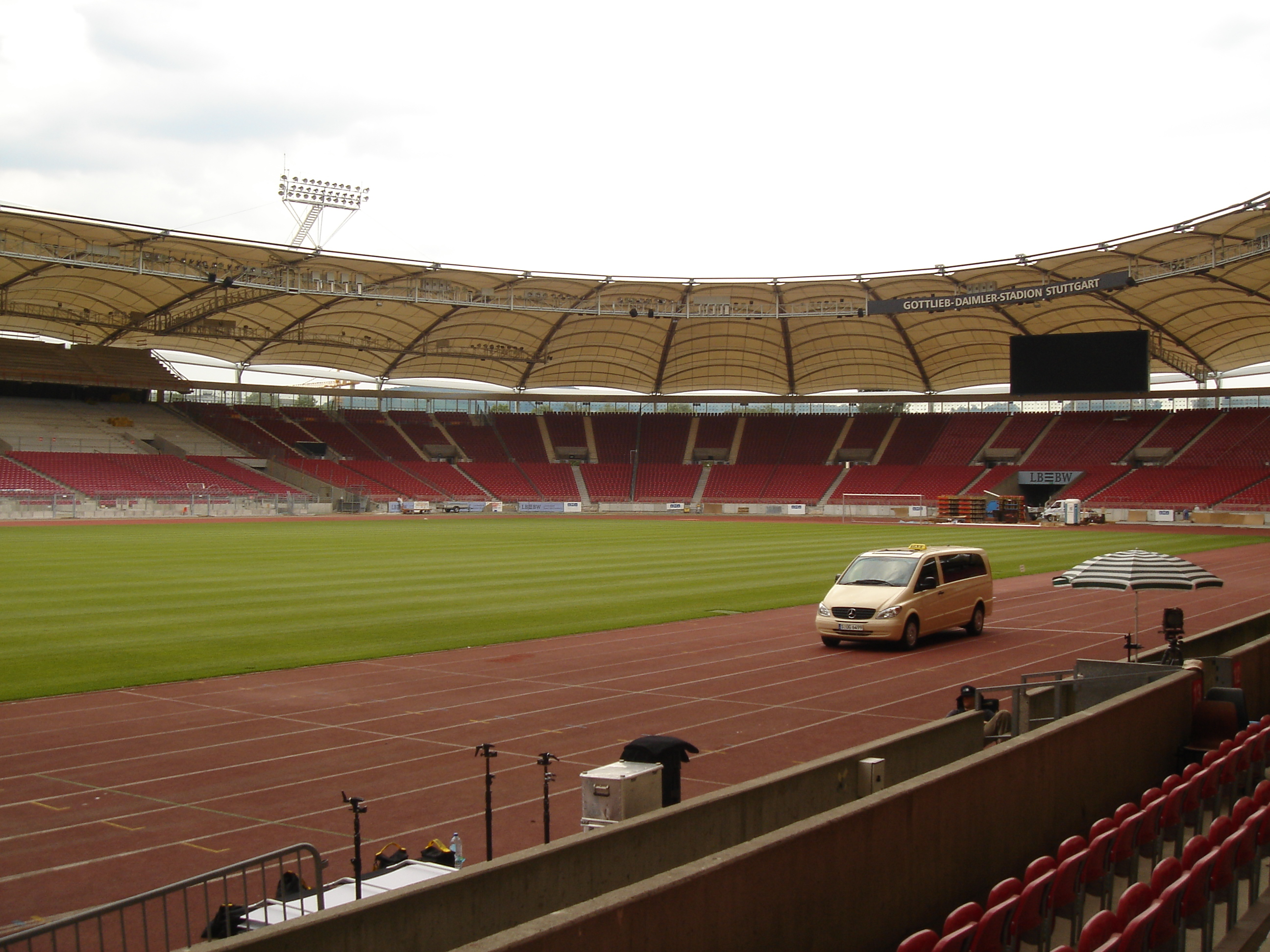
Gottlieb-Daimler-Stadion v roce 2005

4. mistrovství světa v atletice se konalo ve dnech 13. – 22. srpna 1993 v německém Stuttgartu. Atletické disciplíny probíhaly na stadionu Gottlieb-Daimler-Stadionu. Na témže stadionu se konalo také ME v atletice v roce 1986 a v letech 2006 – 2008 zde probíhalo Světové atletické finále.
Na programu bylo celkově 44 disciplín (24 mužských a 20 ženských). Ženy měly poprvé na programu trojskok, naopak naposledy běh na 3000 metrů. Na následujícím šampionátu v Göteborgu 1995 byl nahrazen během na 5000 metrů. Na šampionátu byly vytvořeny čtyři nové světové rekordy. O dva z nich se postarali britští překážkáři. Colin Jackson (110 m př. – 12,91 s) a Sally Gunnellová (400 m př. – 52,74 s). Ve štafetě na 4×400 metrů vytvořilo časem 2:54,29 nový světový rekord americké kvarteto a výkonem 15,09 metru vytvořila rekord také ruská trojskokanka Anna Birjukovová.
Nejúspěšnější atletkou se stala americká sprinterka Gwen Torrenceová, která vybojovala jednu zlatou, dvě stříbrné a jednu bronzovou medaili.

## Česká účast
Zásluhou oštěpaře Jana Železného, který se stal mistrem světa získala již samostatná Česká republika jednu medaili. Do finále se probojoval i druhý český oštěpař Miloš Steigauf, který obsadil 11. místo (70,78 m). 11. místo obsadil i dálkař Milan Gombala. Dvojí zastoupení měli muži v desetiboji. Tomáš Dvořák závod dokončil na 10. místě (8 032 bodů), Robert Změlík soutěž ukončil po čtvrté disciplíně. Na 24. místě došel v chůzi na 50 km reprezentant Miloš Holuša.
Mezi ženami zaznamenala nejlepší umístění trojskokanka Šárka Kašpárková, která ve finále obsadila výkonem 14,16 metru 7. místo a sedmé doběhlo také kvarteto žen ve štafetě na 4×400 metrů ve složení (Naděžda Koštovalová, Helena Dziurová, Hana Benešová a Ludmila Formanová). Devátá skončila diskařka Vladimíra Malátová.

## Medailisté

### Muži
| Soutěž            | Zlato                                                                 | Stříbro                                                                     | Bronz                                                                |
| ----------------- | --------------------------------------------------------------------- | --------------------------------------------------------------------------- | -------------------------------------------------------------------- |
| 100 m             | Linford Christie 9,87                                                 | Andre Cason 9,92                                                            | Dennis Mitchell 9,99                                                 |
| 200 m             | Frankie Fredericks 19,85                                              | John Regis 19,94                                                            | Carl Lewis 19,99                                                     |
| 400 m             | Michael Johnson 43,65                                                 | Butch Reynolds 44,13                                                        | Samson Kitur 44,54                                                   |
| 800 m             | Paul Ruto 1:44,71                                                     | Giuseppe D'Urso 1:44,86                                                     | Billy Konchellah 1:44,89                                             |
| 1500 m            | Noureddine Morceli 3:34,24                                            | Fermín Cacho 3:35,56                                                        | Abdi Bile 3:35,96                                                    |
| 5000 m            | Ismael Kirui 13:02,75                                                 | Haile Gebrselassie 13:03,17                                                 | Fita Bayisa 13:05,40                                                 |
| 10 000 m          | Haile Gebrselassie 27:46,02                                           | Moses Tanui 27:46,54                                                        | Richard Chelimo 28:06,02                                             |
| Maraton           | Mark Plaatjes 2.13:57                                                 | Luketz Swartbooi 2.14:11                                                    | Bert van Vlaanderen 2.15:12                                          |
| 110 m př.         | Colin Jackson 12,91                                                   | Tony Jarrett 13,00                                                          | Jack Pierce 13,06                                                    |
| 400 m př.         | Kevin Young 47,18                                                     | Samuel Matete 47,60                                                         | Winthrop Graham 47,62                                                |
| 3000 m př.        | Moses Kiptanui 8:06,36                                                | Patrick Sang 8:07,53                                                        | Alessandro Lambruschini 8:08,78                                      |
| Štafeta 4 × 100 m | USA 37,48 Jon Drummond Andre Cason Dennis Mitchell Leroy Burrell      | Velká Británie 37,77 Colin Jackson Tony Jarrett John Regis Linford Christie | Kanada 37,83 Robert Esmie Glenroy Gilbert Bruny Surin Atlee Mahorn   |
| Štafeta 4 × 400 m | USA 2:54,29 Andrew Valmon Quincy Watts Butch Reynolds Michael Johnson | Keňa 2:59,82 Kennedy Ochieng Simon Kemboi Abednego Matilu Samson Kitur      | Německo 2:59,99 Rico Lieder Karsten Just Olaf Hense Thomas Schönlebe |
| Chůze na 20 km    | Valentí Massana 1.22:31                                               | Giovanni De Benedictis 1.23:06                                              | Daniel Plaza 1.23:18                                                 |
| Chůze na 50 km    | Jesus Angel Garcia 3.41:41                                            | Valentin Kononen 3.42:02                                                    | Valerij Spicyn 3.42:50                                               |
| Skok do výšky     | Javier Sotomayor 2,40 m                                               | Artur Partyka 2,37 m                                                        | Steve Smith 2,37 m                                                   |
| Skok o tyči       | Sergej Bubka 6,00 m                                                   | Grigorij Jegorov 5,90 m                                                     | Maxim Tarasov 5,80 m Igor Tranděnkov 5,80 m                          |
| Skok daleký       | Mike Powell 8,59 m                                                    | Stanislav Tarasenko 8,16 m                                                  | Vitalij Kyrylenko 8,15 m                                             |
| Trojskok          | Mike Conley 17,86 m                                                   | Leonid Vološin 17,65 m                                                      | Jonathan Edwards 17,44 m                                             |
| Vrh koulí         | Werner Günthör 21,97 m                                                | Randy Barnes 21,80 m                                                        | Oleksandr Bahač 20,40 m                                              |
| Hod diskem        | Lars Riedel 67,72 m                                                   | Dmitrij Ševčenko 66,90 m                                                    | Jürgen Schult 66,12 m                                                |
| Hod kladivem      | Andrej Abduvalijev 81,64 m                                            | Igor Astapkovič 79,88 m                                                     | Tibor Gécsek 79,54 m                                                 |
| Hod oštěpem       | Jan Železný 85,98 m                                                   | Kimmo Kinnunen 84,78 m                                                      | Mick Hill 82,96 m                                                    |
| Desetiboj         | Dan O'Brien 8 817 bodů                                                | Eduard Hämäläinen 8 724 bodů                                                | Paul Meier 8 548 bodů                                                |

### Ženy
| Soutěž            | Zlato                                                                                              | Stříbro                                                                                     | Bronz                                                                                    |
| ----------------- | -------------------------------------------------------------------------------------------------- | ------------------------------------------------------------------------------------------- | ---------------------------------------------------------------------------------------- |
| 100 m             | Gail Deversová 10,82                                                                               | Merlene Otteyová 10,82                                                                      | Gwen Torrenceová 10,89                                                                   |
| 200 m             | Merlene Otteyová 21,98                                                                             | Gwen Torrenceová 22,00                                                                      | Irina Privalovová 22,13                                                                  |
| 400 m             | Jearl Milesová 49,82                                                                               | Natasha Kaiser-Brown 50,17                                                                  | Sandie Richardsová 50,44                                                                 |
| 800 m             | Maria Mutolaová 1:55,43                                                                            | Ljubov Gurinová 1:57,10                                                                     | Ella Kovacsová 1:57,92                                                                   |
| 1500 m            | Liou Tung 4:00,50                                                                                  | Sonia O'Sullivanová 4:03,48                                                                 | Hassiba Boulmerka 4:04,29                                                                |
| 3000 m            | Čchü Jün-sia 8:28,71                                                                               | Čang Lin-li 8:29,25                                                                         | Čang Li-žung 8:31,95                                                                     |
| 10 000 m          | Wang Ťün-sia 30:49,30                                                                              | Čung Chuan-ti 31:12,55                                                                      | Sally Barsosiová 31:15,38                                                                |
| Maraton           | Džunko Asariová 2.30:03                                                                            | Manuela Machadová 2.30:54                                                                   | Tomoe Abe 2.31:01                                                                        |
| 100 m př.         | Gail Deversová 12,46                                                                               | Marina Azjabinová 12,60                                                                     | Lynda Tolbertová 12,67                                                                   |
| 400 m př.         | Sally Gunnellová 52,74                                                                             | Sandra Patricková 52,79                                                                     | Margarita Ponomarjovová 53,48                                                            |
| Štafeta 4 × 100 m | Rusko 41,49 Olga Bogoslovská Galina Malčuginová Natalja Voronovová Irina Privalovová               | USA 41,49 Michelle Finnová Gwen Torrenceová Wendy Vereenová Gail Deversová                  | Jamajka 41,94 Michelle Freemanová Juliet Campbellová Nikole Mitchellová Merlene Otteyová |
| Štafeta 4 × 400 m | USA 3:16,71 Gwen Torrenceová Maicel Maloneová-Wallaceová Natasha Kaiserová-Brownová Jearl Milesová | Rusko 3:18,38 Jelena Ruzinová Taťjana Alexejevová Margarita Ponomarjovová Irina Privalovová | Velká Británie 3:23,41 Linda Keoughová Phylis Smithová Tracy Goddardová Sally Gunnellová |
| Chůze na 10 km    | Sari Essayahová 42:59                                                                              | Ileana Salvadorová 43:08                                                                    | Encarna Granadosová 43:21                                                                |
| Skok do výšky     | Ioamnet Quinterová 1,99 m                                                                          | Silvia Costaová 1,97 m                                                                      | Sigrid Kirchmannová 1,97 m                                                               |
| Skok daleký       | Heike Drechslerová 7,11 m                                                                          | Larisa Běrežná 6,98 m                                                                       | Renata Nielsenová 6,76 m                                                                 |
| Trojskok          | Anna Birjukovová 15,09 m                                                                           | Jolanda Čenová 14,70 m                                                                      | Iva Prandževová 14,23 m                                                                  |
| Vrh koulí         | Chuang Č’-chung 20,57 m                                                                            | Světlana Kriveljovová 19,97 m                                                               | Kathrin Neimkeová 19,71 m                                                                |
| Hod diskem        | Olga Čerňavská 67,40 m                                                                             | Daniela Costianová 65,36 m                                                                  | Min Čchun-feng 65,26 m                                                                   |
| Hod oštěpem       | Trine Hattestadová 69,18 m                                                                         | Karen Forkelová 65,80 m                                                                     | Natalja Šikolenková 65,64 m                                                              |
| Sedmiboj          | Jackie Joynerová-Kerseeová 6 837 bodů                                                              | Sabine Braunová 6 797 bodů                                                                  | Světlana Buragová 6 635 bodů                                                             |

## Medailové pořadí
| Umístění | Stát           | Zlato | Stříbro | Bronz | Celkem |
| -------- | -------------- | ----- | ------- | ----- | ------ |
| 1.       | USA            | 13    | 7       | 5     | 25     |
| 2.       | Čína           | 4     | 2       | 2     | 8      |
| 3.       | Rusko          | 3     | 8       | 5     | 16     |
| 4.       | Keňa           | 3     | 3       | 4     | 10     |
| 4.       | Velká Británie | 3     | 3       | 4     | 10     |
| 6.       | Německo        | 2     | 2       | 4     | 8      |
| 7.       | Španělsko      | 2     | 1       | 2     | 5      |
| 8.       | Kuba           | 2     | 1       | 0     | 3      |
| 9.       | Finsko         | 1     | 2       | 0     | 3      |
| 10.      | Jamajka        | 1     | 1       | 3     | 5      |
| 11.      | Ukrajina       | 1     | 1       | 2     | 4      |
| 12.      | Etiopie        | 1     | 1       | 1     | 3      |
| 13.      | Namibie        | 1     | 1       | 0     | 2      |
| 14.      | Alžírsko       | 1     | 0       | 1     | 2      |
| 14.      | Japonsko       | 1     | 0       | 1     | 2      |
| 16.      | Česko          | 1     | 0       | 0     | 1      |
| 16.      | Norsko         | 1     | 0       | 0     | 1      |
| 16.      | Mosambik       | 1     | 0       | 0     | 2      |
| 16.      | Švýcarsko      | 1     | 0       | 0     | 1      |
| 16.      | Tádžikistán    | 1     | 0       | 0     | 1      |
| 21.      | Itálie         | 0     | 3       | 1     | 4      |
| 22.      | Bělorusko      | 0     | 2       | 2     | 3      |
| 23.      | Austrálie      | 0     | 1       | 0     | 1      |
| 23.      | Irsko          | 0     | 1       | 0     | 1      |
| 23.      | Kazachstán     | 0     | 1       | 0     | 1      |
| 23.      | Polsko         | 0     | 1       | 0     | 1      |
| 23.      | Portugalsko    | 0     | 1       | 0     | 1      |
| 23.      | Zambie         | 0     | 1       | 0     | 1      |
| 29.      | Bulharsko      | 0     | 0       | 1     | 1      |
| 29.      | Dánsko         | 0     | 0       | 1     | 1      |
| 29.      | Kanada         | 0     | 0       | 1     | 1      |
| 29.      | Maďarsko       | 0     | 0       | 1     | 1      |
| 29.      | Nizozemsko     | 0     | 0       | 1     | 1      |
| 29.      | Rakousko       | 0     | 0       | 1     | 1      |
| 29.      | Rumunsko       | 0     | 0       | 1     | 1      |
| 29.      | Somálsko       | 0     | 0       | 1     | 1      |